# Mon Louis Island
L'île de Mon Louis island, anciennement Isle aux Maraguans est située le long de la baie de Mobile et le golfe du Mexique, sur la côte de l'Alabama dans le comté de Mobile et le bayou La Batre. Elle mesure 9,7 km de long sur 3,2 km de large pour une superficie d'environ 31 km².

## Géographie
L'île de Mon Louis Island fait partie des nombreuses îles formées il y a plus de deux mille ans dans le delta du Mississippi et la rive nord du golfe du Mexique. Elle est séparée du continent, et notamment le village de Belle Fontaine, par un cours d'eau, la rivière Fowl qui communique au Nord avec la baie de Mobile et au Sud avec le golfe du Mexique. 
L'île est peu peuplée, néanmoins trois hameaux existent sur cette île, Mon Louis (anciennement Grosse Pointe), Alabama Port et Heron Bay qui donne sur la baie du même nom.
En août 2005, l'île Mon Louis subit les dommages de l'ouragan Katrina.

## Histoire
Le 12 novembre 1710, l'explorateur et colon Nicolas Baudin, originaire de Montlouis en Touraine, homonyme du célèbre Nicolas Baudin, qui s'était installé à Mobile en 1706, prend possession de ce territoire lors de la colonisation du fleuve Mississippi par l'explorateur Pierre Le Moyne d'Iberville (1661-1706) qui reconnut cette région méridionale de la Louisiane française.
Nicolas Baudin nomma cette île, connue sous le nom de « Grosse pointe », « Mon Louis » en l'honneur à la fois de son fils, Louis Alexandre Baudin, connu sous l'appellation de « Mon Louis » et en mémoire de sa ville natale de Montlouis-sur-Loire.
Au cours du XVIIIe siècle et jusqu'à la vente de la Louisiane par Napoléon Ier au début du XIXe siècle, les colons français et Franco-Louisianais feront venir de la main-d'œuvre noire comme esclave, depuis l'île de Saint-Domingue et les Petites Antilles, créant ainsi une souche de population créole dans les nombreuses plantations.
Devenus citoyens américains, les Franco-Louisianais du Sud de l'Alabama défendirent avec succès leurs terres de l'île Mon Louis contre les attaques espagnoles entreprises depuis la Floride espagnole, en faisant notamment prisonniers plusieurs soldats espagnols remis aux nouvelles autorités américaines, et les tentatives espagnoles d'occuper l'île de Mon Louis et plus généralement la baie de Mobile.